# Dondaicha-Warwade
Dondaicha-Warwade es una ciudad y  municipio situada en el distrito de Dhule en el estado de Maharashtra (India). Su población es de 46767 habitantes (2011). 

## Demografía
Según el censo de 2011 la población de Dondaicha-Warwade era de 46767 habitantes, de los cuales 24011 eran hombres y 22756 eran mujeres. Dondaicha-Warwade tiene una tasa media de alfabetización del 81,87%, inferior a la media estatal del 82,34%: la alfabetización masculina es del 87,20%, y la alfabetización femenina del 76,29%.